# 白川亨
白川 亨（しらかわ とおる、1927年 - 2012年）は、日本の歴史研究家。石田三成の末裔で、三成とその一族を研究して、虚像や俗説を取り除くとして活動。

## 略歴
さいたま市在住。石田三成直系の末裔の一人（本人談では三成次男・石田重成の子孫という）。
日本ピンストンリグ株式会社勤務。
1964年（昭和39年）、望月印刷株式会社専務取締役、後に代表取締役。
1988年（昭和63年）の会社役員退職。
石田三成、及びその家系の研究を始めた。地方を周り新資料を発掘して「淀殿と三成は疎遠」「高台院と三成は親密」など通説や従来の学者の主張とは異なる数々の新説を発表した。

## 著書
- 『石田三成の生涯』 新人物往来社、1995年1月、ISBN 978-4404021793
- 『石田三成とその一族』新人物往来社、1997年。ISBN 9784404025500。
- 『奥羽・津軽一族』 新人物往来社、2000年6月、ISBN 978-4404021793
- 『石田三成とその子孫』 新人物往来社、2007年12月、ISBN 978-4404035097